# Звернеци (остров)
Звернеци (алб. Ishulli i Zvërnecit) — остров в лагуне Нарта залива Влёра Адриатического моря, к северо-западу от города Влёра, напротив села Звернеци.

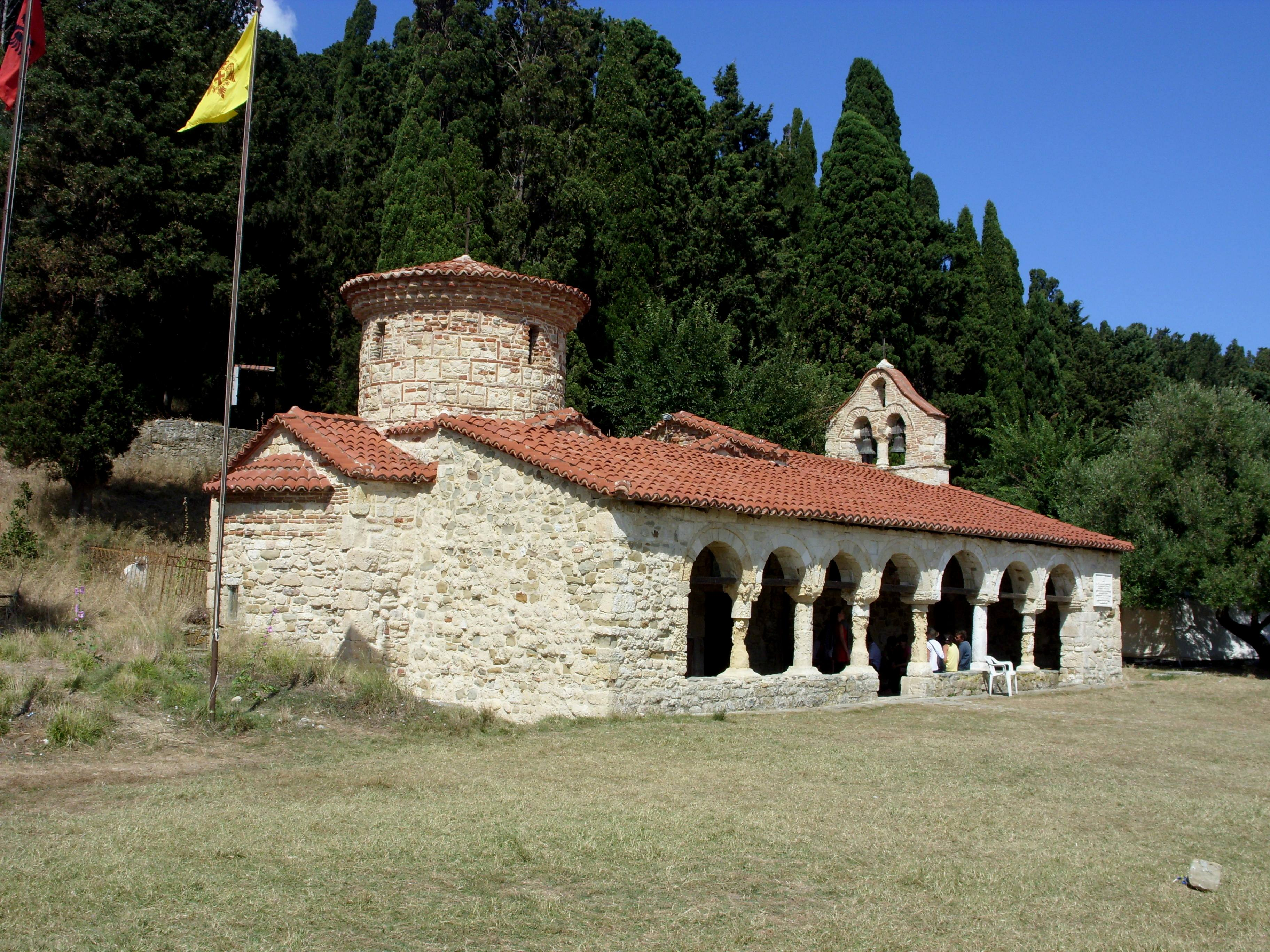
Церковь монастыря Пресвятой Богородицы на Звернеци

Соединён с материком узким деревянным мостом. На острове находится византийский монастырь Пресвятой Богородицы, закрытый вместе со всеми религиозными учреждениями в Албании в 1967 году (4 апреля 1967 года появился документ, запрещающий любое отправление культа). Монастырь был разграблен и сожжён, остров служил местом ссылки. В 1990 году монастырь был возрождён и является местом религиозного туризма, особенно 15 августа, в день Успения Пресвятой Богородицы. Монастырь объявлен памятником культуры. На острове действует православный летний лагерь. Здесь растёт кипарисовый лес площадью около 7 га.
Входит в охраняемый ландшафт Вьоса-Нарта (категория МСОП — V), созданный в 2004 году.